# Villa von Oplontis

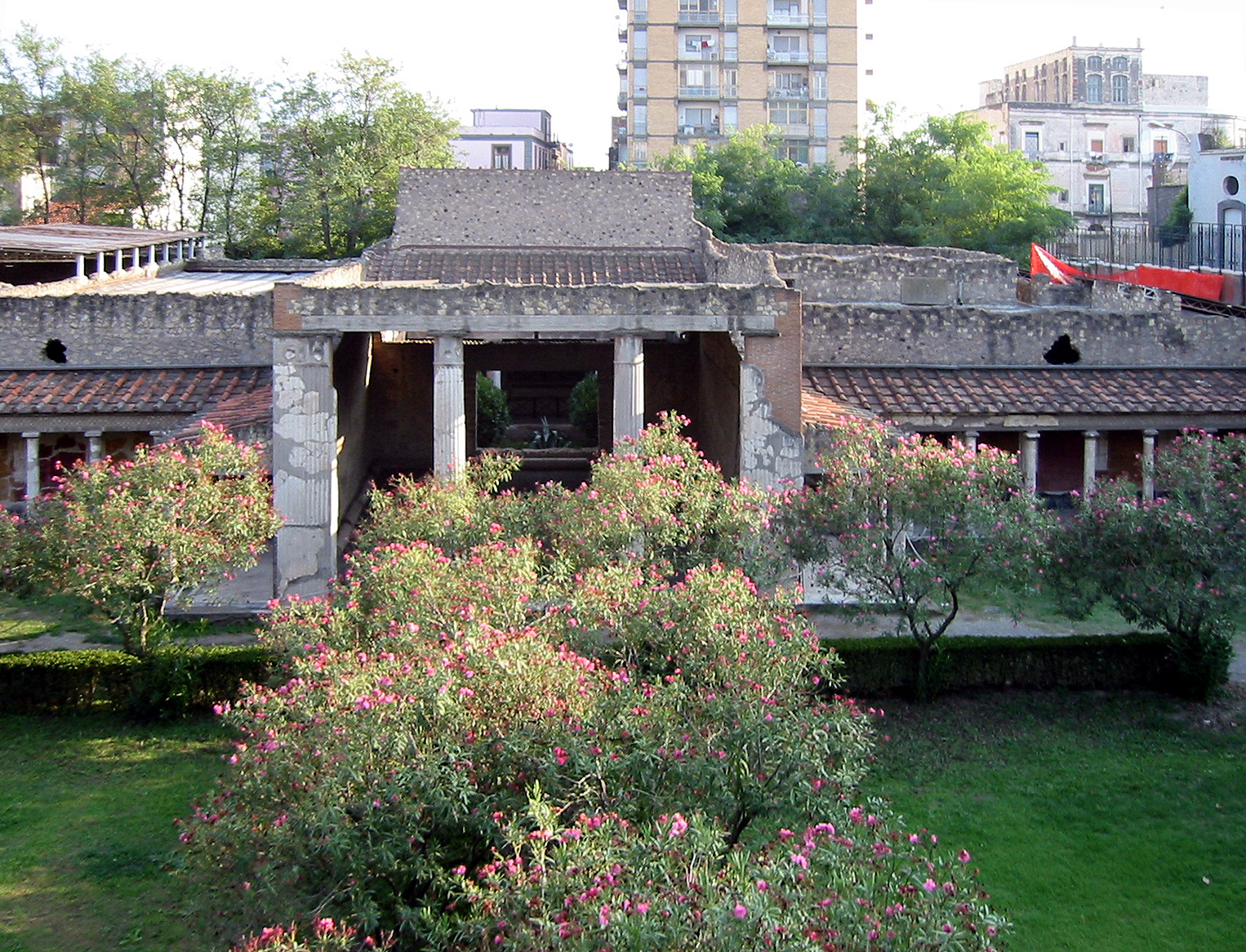
Gartenfront der Villa von Oplontis mit Durchblick ins Atrium.

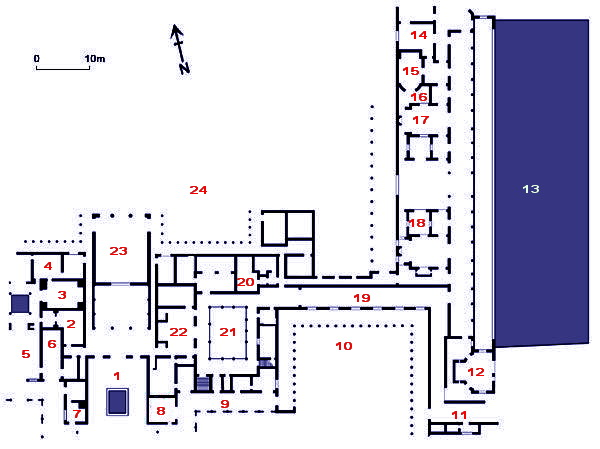
Plan der Villa von Oplontis

Bei Ausgrabungen in Oplontis, einem antiken Ort an der Stelle des heutigen Torre Annunziata, stießen Archäologen 1964 auf die Villa einer vornehmen römischen Familie, die vom Ausbruch des Vesuvs im Jahre 79 verschüttet worden war. Man fand bei der Freilegung des Gebäudes auf einer Amphore die Aufschrift „Secundo Poppaeae“ – was sich auf einen Freigelassenen der Poppaea bezieht – und einen Krug, der das Siegel „L. Arriani (A)mphionis“, einer Ziegelei im Besitz der Poppaea, trug. Deshalb gab es Vermutungen, dass Poppaea Sabina (* ca. 30/32 n. Chr.; † 65 n. Chr.), die zweite Ehefrau Neros, oder ihre Familie die Besitzer des Anwesens waren. Später wurde noch eine Statue gefunden, die angeblich die Züge der Poppaea trägt. In vielen Veröffentlichungen, zumal in Italien, wird das Anwesen Villa Poppaea genannt, was zumindest der Unterscheidung von der ebenfalls in Torre Annunziata freigelegten Villa des Lucius Crassius Tertius dient.
Die Villa wurde circa ab der Mitte des 1. Jahrhunderts v. Chr. erbaut, was sich aus den prächtigen Wandmalereien aus der Blütezeit des Zweiten Stils (Architekturstil), die an jene der Mysterienvilla und der Villa Boscoreale erinnern, und aus dem Mauerwerk aus opus incertum und opus quasi reticulatum schließen lässt. Sie ist das bezeichnendste und (mit mehr als 3000 m² überbauter Fläche!) größte Beispiel vorstädtischer Villen, die in der Region um Herculaneum, Pompeji und Stabiae bisher gefunden wurden.
Der Gebäudekomplex besteht aus einer Vielzahl von Räumen und man betritt ihn von der Gartenseite aus, da die Villa noch nicht zur Gänze freigelegt ist. Zur Ausstattung gehörte ein großes Schwimmbecken ebenso wie eine Weinkelter. Neben den zahlreichen Wohn-, Schlaf- und Baderäumen der Besitzer gab es auch weitläufige Gesindebereiche einschließlich deren Unterkünften und großzügige Außenanlagen mit geschützten und überdachten Terrassen, einen Obstgarten und eine Reihe Platanen mit 100 Bäumen.
Die Villa wurde am 4. Dezember 1997 mit Pompeji und Herculaneum in die Liste des Weltkulturerbes der UNESCO aufgenommen.

## Abbildungen

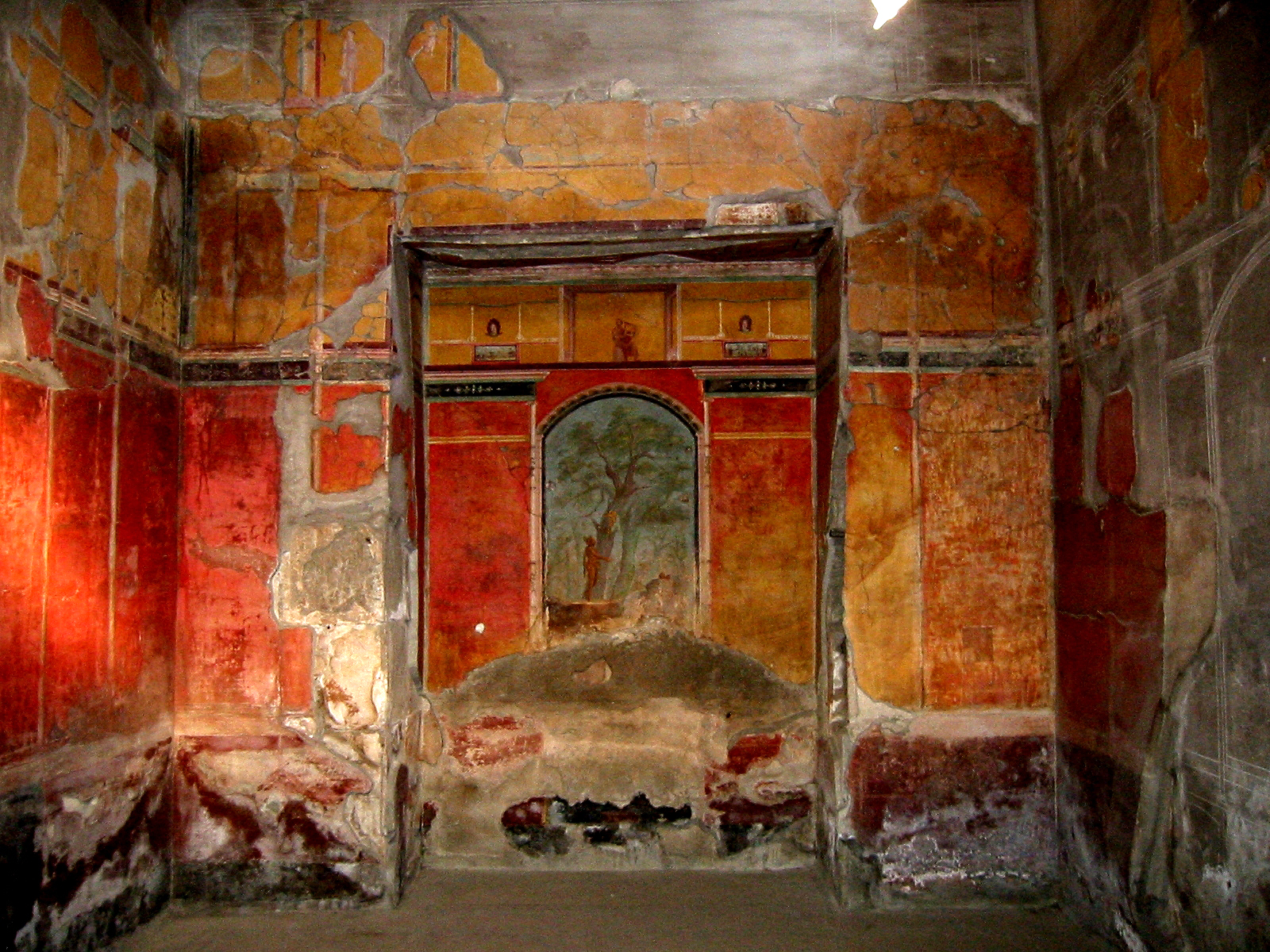
Villa von Oplontis, Caldarium
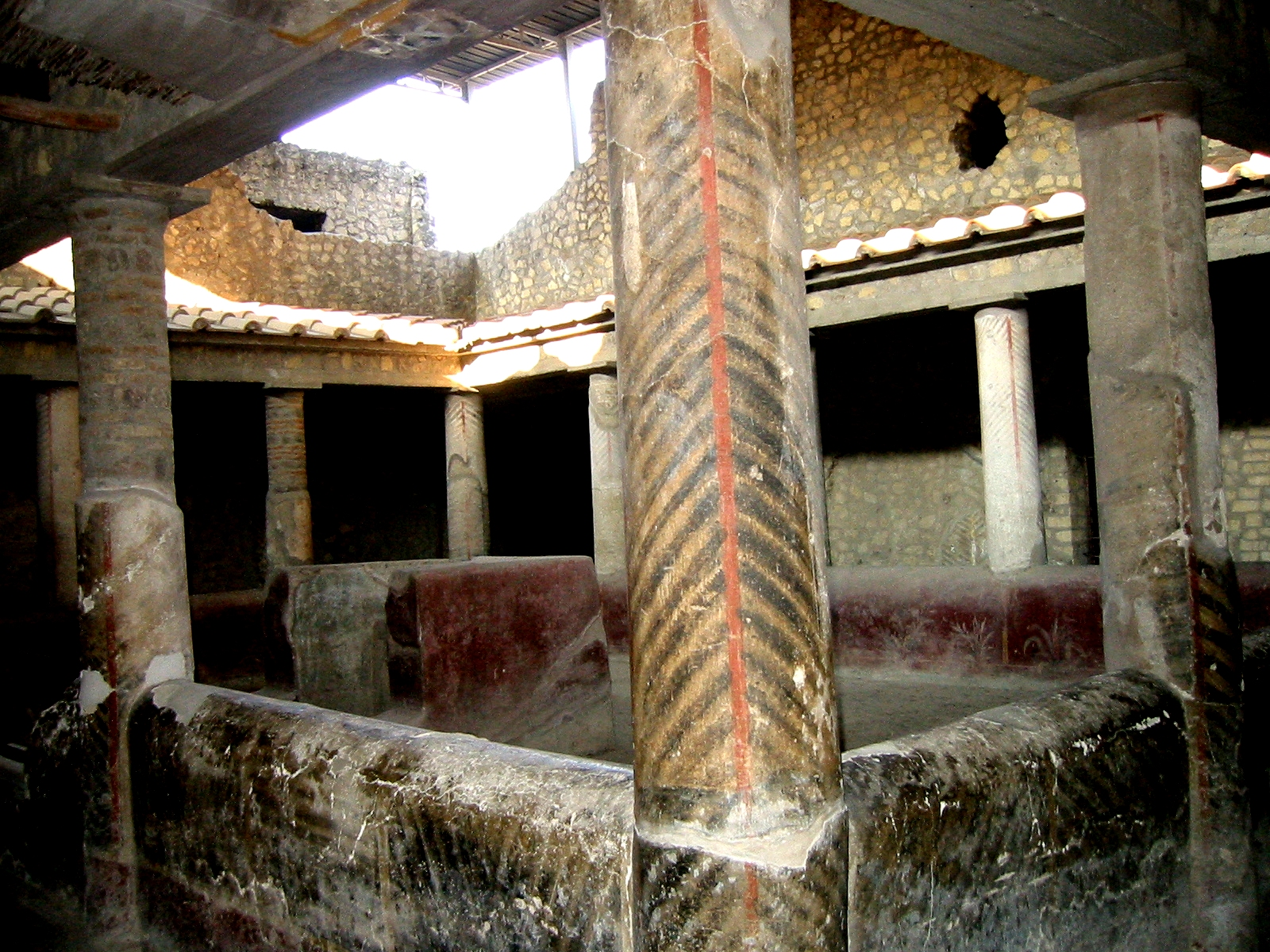
Villa von Oplontis, Peristyl
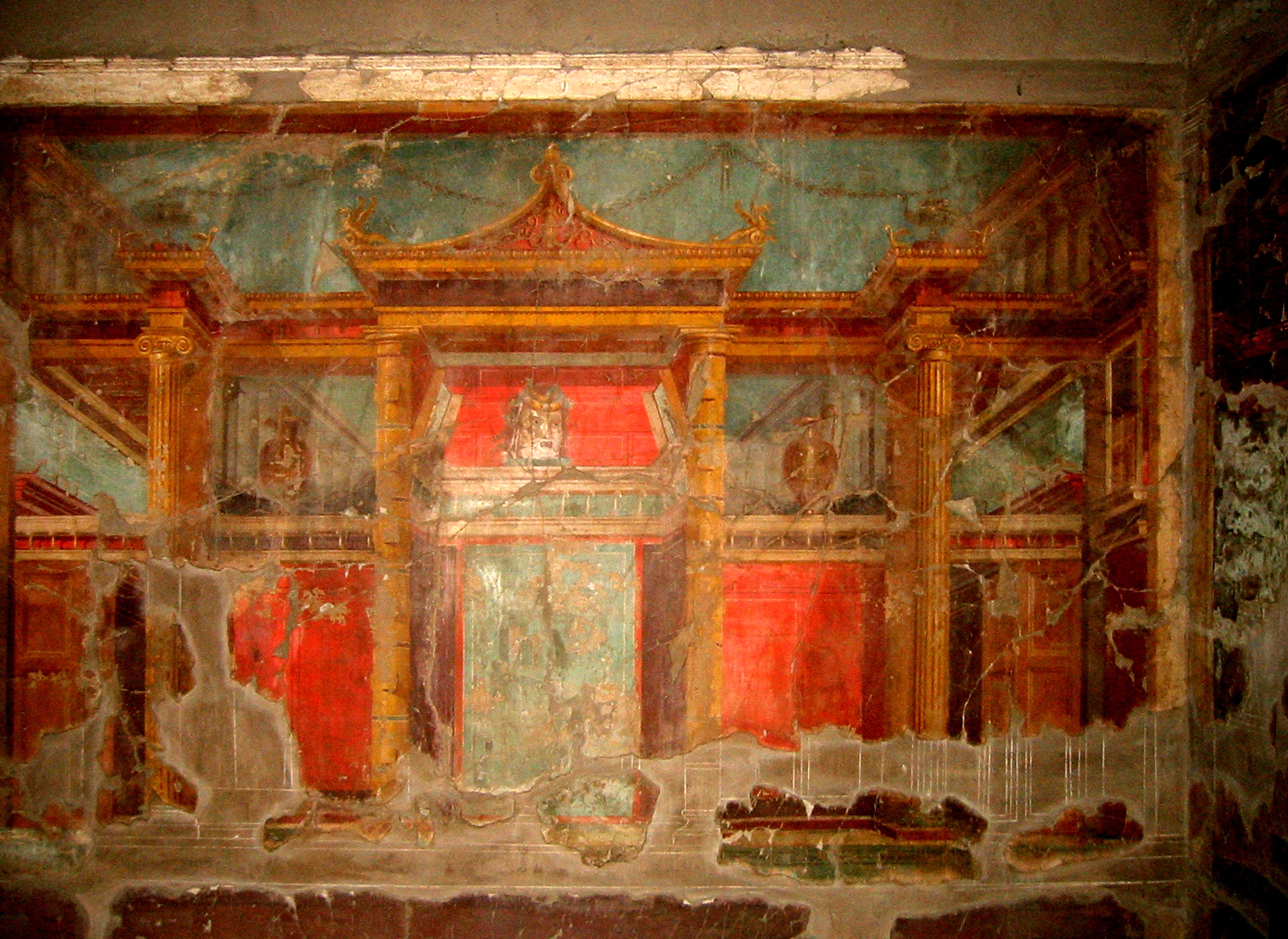
Villa von Oplontis, Raum 23
- Rundgang durch die Villa